# Alano
Alano steht in manchen romanischen Sprachen für verschiedene Hunde molossoiden Typs. Die Deutsche Dogge heißt auf Italienisch Alano, auf Spanisch wird sie auch als Alano Alemán bezeichnet. Es gibt (Stand Januar 2013) keine von der FCI anerkannte Hunderasse, die als Alano bezeichnet wird, auch der britische KC und der amerikanische AKC führen keine Rasse mit diesem Namen. In Spanien gibt es eine vom dortigen Zuchtverband anerkannte Rasse mit dem Namen Alano Español.
In Deutschland wird eine Rasse Alano auf den Rasselisten der Länder Bayern, Brandenburg und Nordrhein-Westfalen geführt. Zur Haltung ist in diesen Ländern eine Bewilligung erforderlich.